# Antti Muurinen
Antti Muurinen (né le 4 mars 1954 à Valkeakoski en Finlande) est un entraîneur de football finlandais.
Entraîneur emblématique de l'HJK Helsinki avec lequel il a remporté onze titres, il a également été sélectionneur de l'équipe nationale entre 2000 et 2005.

## Biographie
En 1981, Muurinen commence à entraîner le FC Kontu, puis en 1988 avec le FC Kuusysi où il remporte deux fois le Championnat de Finlande de football en 1989 et 1991. En 1994, il fait un passage à FF Jaro avant de rejoindre en 1997 le HJK Helsinki. Muurinen crée l'exploit de se qualifier en Ligue des champions en battant FC Metz dans les éliminatoires, une première pour un club finlandais. Avec le HJK, il remporte une coupe de Finlande en 1998, championnat de Finlande en 1997 et deux coupes de la Ligue en 1997 et 1998.
En 2000, il devient le sélectionneur de la Finlande durant les éliminatoires de la Coupe du monde 2002. Il continue et enchaîne avec les qualifications pour l'Euro 2004 puis pour la Coupe du monde 2006, sans pour autant réussir à se qualifier. La Finlande, emmenée par des cadres comme Jari Litmanen, Sami Hyypiä ou Jonatan Johansson réalise toutefois quelques bons résultats comme la victoire 5-1 contre la Grèce. En 2005, après une défaite 4-0 contre les Pays-Bas, et sous la pression des supporteurs, il est remercié par la Fédération finlandaise.
En 2006, il fait un bref passage à FC Lahti avant de retourner en 2007 au HJK Helsinki où il restera jusqu'en 2012.
Après deux ans de pause, il entraîne le MYPA pendant quelques mois, où il est licencié pour des raisons budgétaires.
En 2016, il est nommé entraîneur du HIFK.

## Palmarès
- Champion de Finlande ;
  - Avec le Kuusysi Lahti : 1989, 1991 ;
  - Avec le HJK Helsinki : 1997, 2009, 2010, 2011 et 2012.
- Coupe de Finlande : 1998, 2008 et 2011 avec le HJK Helsinki ;
- Coupe de la Ligue finlandaise : 1997, 1998 et 2007 avec le HJK Helsinki. ;
- Premier club finlandais à se qualifier en Ligue des champions : 1998-1999 avec le HJK Helsinki ;
- Entraîneur finlandais de l'année (fi) : 1989, 1997, 1998, 2009, 2010, 2011.